# Communauté de communes Cœur du Médoc
Pour les articles homonymes, voir Médoc (homonymie).
La communauté de communes Cœur du Médoc est un ancien établissement public de coopération intercommunale (EPCI) français situé dans le département de la Gironde en région Nouvelle-Aquitaine, dans le Médoc. Cette communauté de communes a fusionné au 1er janvier 2017 avec sa voisine la Communauté de communes du Centre Médoc dans le cadre de la loi Notre, sous le nom communauté de communes Médoc Cœur de Presqu'île.
Elle est membre du syndicat mixte Pays de Médoc.

## Historique
La communauté de communes Cœur du Médoc a été créée par arrêté préfectoral à la date du 10 décembre 2002 sur la base de onze communes adhérentes.
Elle fusionne avec la communauté de communes du Centre Médoc pour former la communauté de communes Médoc Cœur de Presqu'île au 1er janvier 2017.

## Composition
La communauté de communes Cœur du Médoc était composée des 11 communes suivantes :
| Nom                     | Code Insee | Gentilé            | Superficie (km2) | Population (dernière pop. légale) | Densité (hab./km2) |
| ----------------------- | ---------- | ------------------ | ---------------- | --------------------------------- | ------------------ |
| Lesparre-Médoc (siège)  | 33240      | Lesparrains        | 36,97            | 5 604 (2014)                      | 152                |
| Bégadan                 | 33038      | Bégadanais         | 22,15            | 925 (2014)                        | 42                 |
| Blaignan                | 33055      | Blaignanais        | 6,83             | 256 (2014)                        | 37                 |
| Civrac-en-Médoc         | 33128      | Civracais          | 18,35            | 647 (2014)                        | 35                 |
| Couquèques              | 33134      | Couquéquois        | 6,33             | 265 (2014)                        | 42                 |
| Gaillan-en-Médoc        | 33177      | Gaillanais         | 42,02            | 2 211 (2014)                      | 53                 |
| Ordonnac                | 33309      | Ordonnacais        | 10,21            | 497 (2014)                        | 49                 |
| Prignac-en-Médoc        | 33338      | Prignacais         | 7,44             | 209 (2014)                        | 28                 |
| Saint-Christoly-Médoc   | 33383      | Saint-Christolyens | 7,55             | 293 (2014)                        | 39                 |
| Saint-Germain-d'Esteuil | 33412      | Saint-Germinois    | 44,71            | 1 210 (2014)                      | 27                 |
| Saint-Yzans-de-Médoc    | 33493      | Saint-Yzannais     | 11,54            | 392 (2014)                        | 34                 |

## Démographie
| 2011   | 2012   |
| ------ | ------ |
| 12 290 | 12 341 |

## Administration
L'administration de l'intercommunalité repose, à compter du renouvellement général des conseils municipaux de mars 2014, sur 37 délégués titulaires à raison de deux par commune, sauf Leesparre-Médoc qui dispose de dix sièges, Gaillan-en-Médoc de cinq et Saint-Germain-d'Esteuil, Bégadan, Civrac-en-Médoc et Ordonnac de trois chacune.
| Période                                  | Période       | Identité            | Étiquette | Qualité                                                                   |
| ---------------------------------------- | ------------- | ------------------- | --------- | ------------------------------------------------------------------------- |
| ?                                        | avril 2014    | Jean-Jacques Corsan | PS        | Maire de Saint-Germain-d'Esteuil (2001-2014), conseiller régional (2010-) |
| avril 2014                               | décembre 2016 | Jean-Brice Henry    | DVD       | Maire de Gaillan-en-Médoc (depuis 1987)                                   |
| Les données manquantes sont à compléter. |               |                     |           |                                                                           |

Le président est assisté de dix vice-présidents :
- Bernard Guiraud, maire de Lesparre-Médoc, chargé du développement économique,
- Segundo Cimbron, maire de Saint-Yzans-de-Médoc
- Martine Sallette, maire de Bégadan
- Christian Benillan, maire de Blaignan
- André Colemyn, maire de Civrac-en-Médoc, chargé de l'habitat,
- Thierry Faugerolle, maire de Couquèques, chargé de la prévention sociale,
- Michel Fontagnères, maire d'Ordonnac
- Alexandre Pierrard, maire de Prignac-en-Médoc, chargé des finances,
- Stéphane Poineau, maire de Saint-Christoly-Médoc, chargé de la culture et du tourisme,
- Philippe Buggin, maire de Saint-Germain-d'Esteuil, chargé des animations sportives.

## Compétences

### Compétences obligatoires
- Développement économique
  - Zones d'activité d’intérêt communautaire égale ou supérieure à 5 hectares existantes (la zone d’activités de Belloc à Lesparre) et à créer,
  - Maintien, extension ou accueil des activités économiques
  - Développement des loisirs et du tourisme hors domaine portuaire
- Aménagement de l'espace communautaire
  - Schéma de Cohérence Territoriale (SCOT)
  - Aménagement des bassins versants
  - Aménagement numérique du territoire

### Compétences optionnelles
- Logement et cadre de vie
  - Programme Local de l’Habitat (PLH) et l’Opération Programmée d’Amélioration de l’Habitat (OPAH)
  - Aire d’accueil des gens du voyage inscrite au Schéma Départemental d’Accueil des Gens du Voyage
- Protection et mise en valeur de l'environnement
  - Collecte, élimination et valorisation des déchets ménagers et assimilés
  - Gestion des animaux errants

### Compétences facultatives
- Équipements sportifs
  - Piscine intercommunale de Lesparre
  - Gymnases intercommunaux de Lesparre
- Enfance et jeunesse
  - Formation et insertion des jeunes de 16 à 25 ans
  - Accueils de loisirs
  - Crèche
  - Relais assistantes maternelles
  - Animation sportive en faveur des jeunes d’intérêt intercommunal
- Action sociale
  - Prévention de la délinquance
  - Médiation sociale d’intérêt communautaire
- Action culturelle
  - Bibliothèques
  - Maison du Patrimoine de Saint-Germain-d’Esteuil
  - Projets d’animation culturelle d’intérêt communautaire